# Incisivosaure
L'incisivosaure (Incisivosaurus, "llangardaix incisiu") és un gènere d'un petit, i probablement herbívor, dinosaure teròpode que va viure al període Cretaci. Les seves restes fòssils es van trobar a la Xina. El primer espècimen a ser descrit (per Xu et al. l'any 2002), IVPP V13326, és un crani que va ser trobat als nivells més inferiors de la formació de Yixian (daten del Barremià, de fa uns 125 milions d'anys), a l'àrea Sihetun, a prop de Beipiao, a l'oest de la província de Liaoning. El tret més característic, i molt inusual, d'aquest dinosaure és l'aparent adaptació a un estil de vida herbívor o omnívor. L'incisivosaure rep el nom de les seves dents frontals i prominents semblants a les d'un rosegador, que presenten patrons de desgast que s'acostumen a trobar en dinosaures menjadors de plantes. El nom específic fa honor a Dr. Jacques Gauthier, un pioner del mètode de classificació filogenètic.

## Descripció
La descripció inicial de l'incisivosaure per Xu et al. mostra que el crani, que mesura aproximadament 10 cm de longitud, preserva la dentició més completa coneguda per a qualsevol oviraptorosaure. Les anàlisis cladístiques indiquen que l'incisivosaure es troba a la base del grup dels oviraptorosaures, fent-lo més primitiu que el Caudipteryx i els oviraptòrids. Un estudi posterior d'Osmolska et al. l'any 2004 descrigué els trets esquelètics distintius de l'incisivosaure, incloent-hi el llarg musell que feia si fa o no fa la meitat de la longitud total del crani, una mandíbula inferior gràcil amb llargues finestres (obertures), i les seves dents frontals aplanades distintives. Deixant de banda aquests trets únics, l'incisivosaure compartia molts trets amb oviraptorosaures més típics, permetent la classificació en aquest grup. Nombroses característiques, incloent-hi les seves nombroses dents (els oviraptòrids més avançats estaven desdentats), mostren que era un membre primitiu del grup, i nombrosos trets del crani fins i tot donen suport a un parentesc amb els terizinosaures, un altre grup de teròpodes que probablement era herbívor.
L'any 2009 el crani holotip fou escanejat i analitzat en tres dimensions. Els resultats van indicar que l'incisivosaure tenia menys sacs d'aire al crani com els dels ocells que els oviraptorosaures posteriors. També van descobrir que l'incisivosaure tenia lòbuls olfactoris reduïts i lòbuls òptics expandits de manera similar als ornitomimosaures. Van suggerir que les característiques més avianes dels oviraptorosaures podrien haver sigut convergent amb els ocells.
Es creu que l'incisivosaure estava emplomallat com la majoria dels altres teròpodes maniraptors. S'estima que la longitud total del seu cos era inferior al metre. És possible que l'incisivosaure sigui la mateixa espècie que el Protarchaeopteryx, tot i que es necessiten més espècimens fòssils abans que els dos puguin ser directament comparats.